# Munnopsis beddardi
Munnopsis beddardi är en kräftdjursart som först beskrevs av Tattersall 1905.  Munnopsis beddardi ingår i släktet Munnopsis och familjen Munnopsidae. Inga underarter finns listade i Catalogue of Life.